# Зоран Чалић
Зоран Чалић (Београд, 4. март 1931 — Београд, 10. новембар 2014) био је српски режисер и сценариста.

## Биографија
Филмско знање је стицао у Кино Клуб Београд. 1967. године завршио је убрзани семестар за филмске раднике који је трајао око два месеца и тако закорачио у професију.
У том периоду написао је два изузетно квалитетна сценарија акционог жанра који су били прихваћени али ипак није се дошло до реализације због недовољно финансијских средстава.
Чалић је широј публици познат по серијалу филмова Луде године односно Жикина династија. За филмове Луде године и Дошло доба да се љубав проба је награђен на међународним фестивалима: Ормина на Сицилији, два пута на Салерну, УНИЦЕФОВА награда на Абруцу и Александрији. Написао је сценарио за позоришну представу Жикина династија.
Преминуо је 10. новембра 2014. у Београду у 84. години живота.

## Филмографија
| Год.   | Назив                          | Улога                                       |
| ------ | ------------------------------ | ------------------------------------------- |
| 1970-е |                                |                                             |
| 1970.  | Прва љубав                     | сценариста и редитељ                        |
| 1973.  | Scalawag                       | помоћни редитељ у међународној копродукцији |
| 1978.  | Луде године                    | сценариста и редитељ                        |
| 1980-е |                                |                                             |
| 1980.  | Дошло доба да се љубав проба   | сценариста и редитељ                        |
| 1981.  | Љуби, љуби, ал' главу не губи  | сценариста и редитељ                        |
| 1983.  | Какав деда такав унук          | сценариста и редитељ                        |
| 1983.  | Иди ми, дођи ми                | сценариста и редитељ                        |
| 1984.  | Шта се згоди кад се љубав роди | сценариста и редитељ                        |
| 1985.  | Жикина династија               | сценариста и редитељ                        |
| 1985.  | Ћао инспекторе                 | сценариста и редитељ                        |
| 1986.  | Друга Жикина династија         | сценариста и редитељ                        |
| 1987.  | Луталица                       | сценариста и редитељ                        |
| 1988.  | Сулуде године                  | сценариста и редитељ                        |
| 1989.  | Вампири су међу нама           | сценариста и редитељ                        |
| 1990-е |                                |                                             |
| 1991.  | Свемирци су криви за све       | сценариста и редитељ                        |
| 1992.  | Жикина женидба                 | сценариста и редитељ                        |
| 1992.  | Дама која убија                | сценариста и редитељ                        |
| 1993.  | Суза и њене сестре             | сценариста и редитељ                        |
| 1993.  | Обрачун у Казино кабареу       | сценариста и редитељ                        |
| 1996.  | Довиђења у Чикагу              | сценариста и редитељ                        |